# Rosa Lavín
Rosa María Lavín Ibarra (Sestao, Vizcaya, 4 de noviembre de 1973) es una directiva y empresaria española, actual presidenta de la Confederación de Empresas Cooperativas de Euskadi, el tejido empresarial vasco de economía social, desde el año 2015, siendo la primera mujer en ocupar el cargo y la primera mujer en liderar una organización empresarial en el País Vasco y de las primeras en toda España.
Anteriormente desempeñó el cargo de presidenta de la Federación de Empresas Cooperativas de Euskadi (ERKIDE), siendo también la primera mujer en ocupar el puesto.
Es también la presidenta de la Red Vasca de Economía Social (EGES) desde 2015, la plataforma que aúna a todas las empresas de la economía social del País Vasco.
Además, es consejera del consejo rector de la patronal española Confederación Empresarial Española de la Economía Social (CEPES), como miembro de su junta directiva.
También es la directora económico-financiera (CFO) y vicepresidenta del consejo rector de Grupo SSI y presidenta del consejo rector de la filial Grupo SSI Silver Hub, entre otros cargos corporativos.
Es miembro del Grupo de Trabajo de Mujeres Líderes de la Economía Social puesto en marcha en 2023 por la vicepresidenta segunda y ministra de Trabajo y Economía Social del Gobierno de España Yolanda Díaz.

## Biografía
De familia humilde, nació en Sestao en 1973. Estudió en el Colegio Amor Misericordioso de Sestao, un colegio privado católico vasco, perteneciente a la Congregación de las Esclavas del Amor Misericordioso.
Estudió la licenciatura en ciencias económicas y empresariales en la Universidad del País Vasco. Después, cursó un posgrado en economía social, empresas cooperativas y sociedades laborales también en la Universidad del País Vasco. También cursó el Programa Ejecutivo en Dirección Financiera (PEDF) en la Deusto Business School de la Universidad de Deusto.
Muy unida al tejido empresarial vasco, desde joven se dedicó al mundo de la empresa, centrándose en empresas cooperativas y empresas de capital y de inversión, así como en la dirección económico-financiera (CFO) en varias empresas, con presencia además en consejos de administración (entre otros, en los de Eroski en la Corporación Mondragón, de empresas de capital riesgo y de empresas de capital semilla) y también como liquidadora de empresas.
En 1998 comenzó a trabajar en el grupo empresarial Grupo SSI. Actualmente es la directora económico-financiera (CFO), consejera y vicepresidenta del consejo rector de la empresa Grupo SSI. También es la presidenta del consejo rector de la filial Grupo SSI Silver Hub S. Coop. desde 2018. Es además consejera de las empresas Elkar-Lan, HAZIBIDE Sociedad de Capital Semilla y de SEED CAPITAL Sociedad de Capital Riesgo.
Su mayor notoriedad le llegó del ámbito de las organizaciones empresariales. Miembro de distintas uniones y federaciones de empresas de economía social, en el año 2019 fue elegida presidenta de la Federación de Cooperativas de Euskadi (ERKIDE), siendo la primera mujer en ocupar el cargo. En 2020, ERKIDE pasó a integrarse en la Confederación de Empresas Cooperativas de Euskadi.
Además, desde 2015 Lavín es la presidenta de la Red Vasca de Economía Social (EGES), la plataforma que aúna a todas las empresas de la economía social del País Vasco y que está integrada por la Confederación de Empresas Cooperativas de Euskadi, la Agrupación de Sociedades Laborales de Euskadi (ASLE), Centros Especiales de Empleo de Euskadi (EHLABE), la Red de Economía Alternativa y Solidaria (REAS EUSKADI), Empresas de Inserción del País Vasco (GIZATEA) y la Confederación Vasca de Fundaciones (FUNKO).
Lavín también estudió música y piano en el Conservatorio de Música de Sestao y después en el Conservatorio de Música de Bilbao, donde cursó la carrera de piano, que lo compatibilizaba con la carrera universitaria, lo cual le venía de familia ya que su hermana y su madre también son pianistas (su madre toca el órgano de la Iglesia y es miembro del coro parroquial).

## Presidenta de la Confederación de Empresas Cooperativas de Euskadi
El año 2015 Lavín fue elegida presidenta de la Confederación de Empresas Cooperativas de Euskadi (KONFEKOOP), la confederación vasca de empresas de economía social, convirtiéndose en la primera mujer en ocupar este cargo desde su creación en 1996.
De este modo, preside una de las dos organizaciones empresariales de la patronal vasca, junto con la Confederación Empresarial Vasca (ConfeBask), que engloba a distintas empresas desde entidades bancarias, a empresas de crédito, laborales, trabajo asociado y demás, entre ellas la mayor es la Corporación Mondragón.
Como Presidenta es la encargada de las relaciones con el Gobierno Vasco y demás asociaciones empresariales, formando parte de las relaciones del diálogo social, tanto en Euskadi, como en España, junto a la Confederación Empresarial Española de la Economía Social (CEPES).

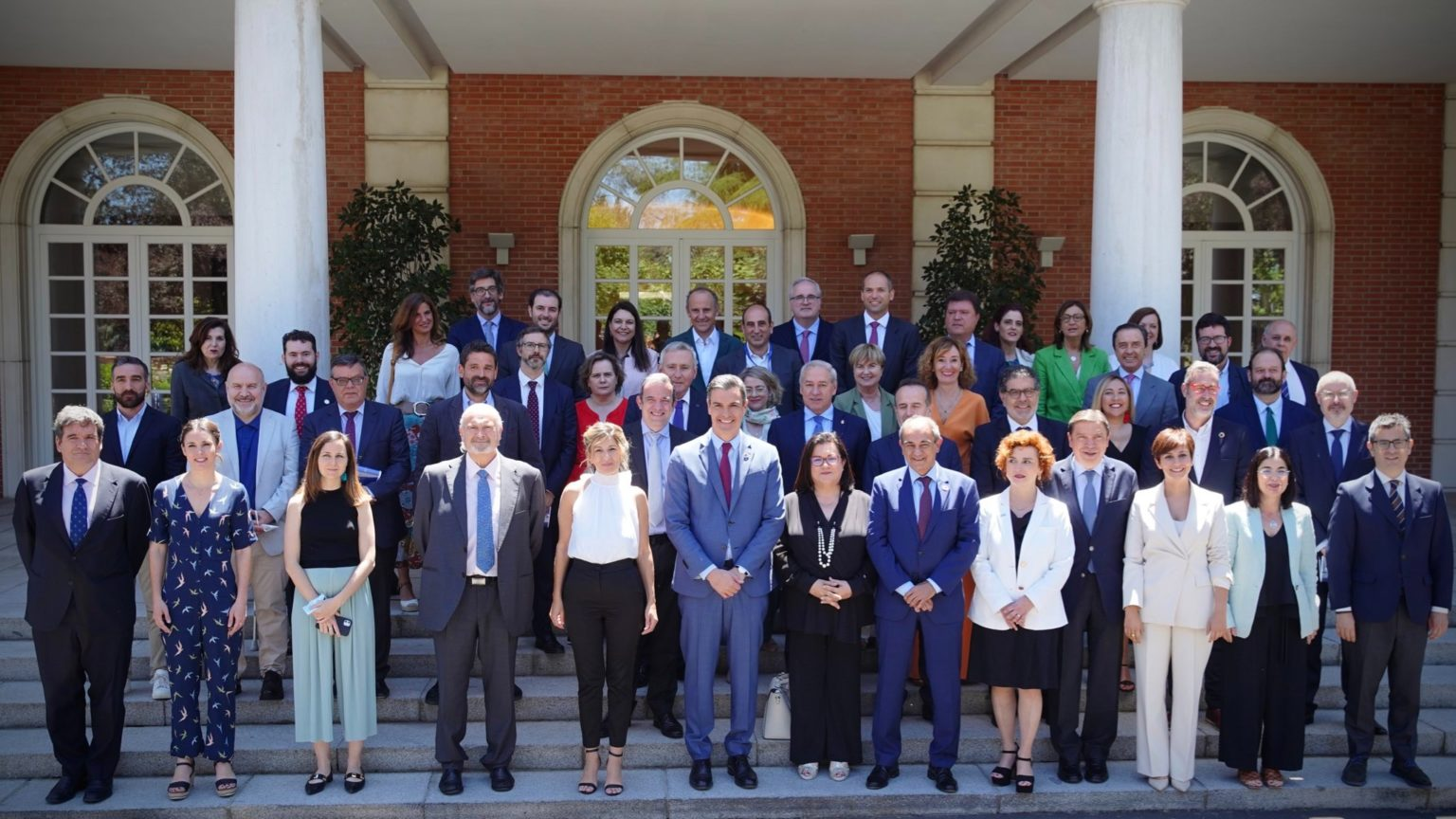
Presentación del PERTE empresarial en el Palacio de la Moncloa (Madrid 2022). En primer fila, José Luis Escrivá, Ione Belarra, Yolanda Díaz, Pedro Sánchez, Patro Contreras, Juan Antonio Pedreño, Rosa Lavín, Luis Planas, Isabel Rodríguez y Félix Bolaños.

Ha comparecido varias veces en el Parlamento Vasco, especialmente con la elaboración de la nueva ley de cooperativas del año 2019, es miembro del Consejo Superior de Cooperativas de Euskadi y demás consejos y comisiones económico-empresariales del Gobierno vasco.
Con todo ha adquirido gran notoriedad en el mundo de la empresa tanto vasco como español.
En 2022, en la presentación del Proyecto Estratégico para la Recuperación y Transformación Económica (PERTE) en el Palacio de la Moncloa, junto con Pedro Sánchez, Nadia Calviño y Yolanda Díaz, defendió que las empresas cooperativas participen en la elaboración de las políticas públicas.
Además, es consejera de la patronal española Confederación Empresarial Española de la Economía Social (CEPES), como miembro de su junta directiva.
Es miembro del Grupo de Trabajo de Mujeres Líderes de la Economía Social, un grupo puesto en marcha en 2023 por la vicepresidenta segunda y ministra de Trabajo y Economía Social del Gobierno de España Yolanda Díaz, un grupo de 26 mujeres líderes en economía social para la implementación de avances en igualdad de género en la economía social.
En el año 2015, al ser nombrada presidenta de la patronal vasca de empresas de economía social, se convirtió en la primera mujer en liderar una organización empresarial en el País Vasco y también de las primeras mujeres al frente de una patronal en España.
Entre las primeras mujeres en asumir la presidencia de una patronal en España, Carmen Moreno en Sevilla en 2017 al frente de ASCONSE, Ana Correa en Murcia en 2019 al frente de COEC, Tamara Yagüe en Vizcaya en 2020 al frente de FVEM, María Jesús Lorente Ozcariz en Zaragoza en 2021 al frente de Cepyme Zaragoza y Carolina Pérez Toledo en Vizcaya en 2021 al frente de Cebek.

## Vida personal
Reside en Sestao. Está casada y tiene dos hijos.

## Reconocimientos
- 2023, Seleccionada como una de las mujeres líderes de Economía Social de España por el Ministerio de Trabajo y Economía Social[62][63]